# Troy Kotsur
Troy Michael Kotsur (Mesa, 24 de julho de 1968) é um ator americano mais conhecido por seu papel no filme CODA (2021), pelo qual venceu vários prêmios, incluindo o Bafta, Critics Choice Awards, Independent Spirit Awards, Screen Actors Guild e Oscar, todos na categoria de Melhor Ator Coadjuvante. Kotsur também se tornou o primeiro homem surdo a concorrer e vencer à estatueta do Oscar.

## Infância e educação
Filho de Jodee e Len. Quando Kotsur tinha nove meses, seus pais descobriram que ele era surdo e aprenderam a língua de sinais americana para que a família pudesse se comunicar. Os pais incentivaram Kotsur a praticar esportes e fazer amizade com crianças ouvintes em seu bairro. Kotsur frequentou a Phoenix Day School for the Deaf, onde se interessou pela atuação. Ele se formou na Westwood High School. No ensino médio, seu professor de teatro o encorajou a participar do show de variedades sênior, e ele encenou uma esquete de pantomima que foi recebida positivamente e o motivou a seguir o teatro.
Depois que Kotsur se formou no ensino médio, ele estagiou na KTSP-TV (agora KSAZ-TV). Embora aspirasse a dirigir filmes, no estágio auxiliava um editor e não se sentia conectado com as pessoas, lembrando: "Meu sonho de dirigir se esvaiu depois que aceitei o fato de viver em um mundo que não usava minha língua". Ele então frequentou a Gallaudet University de 1987 a 1989 e estudou teatro, televisão e cinema.

## Carreira
Quando Kotsur recebeu uma oferta de trabalho de ator do Teatro Nacional dos Surdos, ele aceitou e deixou o Gallaudet para fazer uma turnê com a NTD por dois anos, atuando em duas peças. Em 1994, começou a trabalhar para o Deaf West Theatre em Los Angeles, Califórnia, atuando e dirigindo diversas produções. No palco, seus papéis incluíram Stanley em A Streetcar Named Desire, Lenny em Of Mice and Men e Prince Hamlet em Ophelia.
Em 2021, Kotsur apareceu no longa-metragem CODA em um papel coadjuvante como o pai surdo de uma filha adolescente ouvinte. A diretora Sian Heder viu pela primeira vez suas performances nas produções de Deaf West de Our Town e At Home at the Zoo de Edward Albee e o escalou como parte do conjunto. A NPR informou que o desempenho de Kotsur em CODA "impressionou tanto o público quanto a crítica".
Kotsur também dirigiu o longa-metragem No Ordinary Hero: The SuperDeafy Movie (2013).
Kotsur está programado para começar em Flash Before the Bang, um programa de televisão de drama esportivo com um elenco totalmente surdo.

## Vida pessoal
Kotsur é casado com a atriz Deanne Bray.

## Filmografia

### Filme
| Ano  | Título                                                       | Função       | Notas          |
| ---- | ------------------------------------------------------------ | ------------ | -------------- |
| 2007 | O número 23                                                  | Barnaby      |                |
| 2008 | Sinais Universais                                            | Chris        |                |
| 2009 | Veja o que estou dizendo: O documentário dos artistas surdos | Auto         | Documentário   |
| 2013 | Nenhum herói comum: o filme supersurdo                       | Matt         | Também diretor |
| 2016 | Rosa da Pradaria Selvagem                                    | James Hansen |                |
| 2021 | CODA                                                         | Frank Rossi  |                |

### Televisão
| Ano       | Título            | Função                 | Notas                                    |
| --------- | ----------------- | ---------------------- | ---------------------------------------- |
| 2001      | Remédio Forte     | Lars                   | Episódio: Fix"                           |
| 2002–2005 | Sue Thomas: FBEye | Troy Myers             | 5 episódios                              |
| 2003      | Doc               | Troy                   | Episódio: "Regras de Engajamento"        |
| 2006      | CSI: NY           | Dennis Mitchum         | Episódio: "Noite Silenciosa"             |
| 2007      | Esfoliantes       | Sr. Frances            | Episódio: "Minhas palavras de sabedoria" |
| 2012      | Mentes Criminosas | John Myers             | Episódio: "O Silenciador"                |
| 2019      | O Mandaloriano    | Tusken Raider Scout #1 | Episódio: " Capítulo 5: O Pistoleiro "   |